# Associazione Polisportiva Turris 1971-1972
Questa pagina raccoglie le informazioni riguardanti l'Associazione Polisportiva Turris nelle competizioni ufficiali della stagione 1971-1972.

## Rosa
| N. |                   | Ruolo | Calciatore            |
| -- | ----------------- | ----- | --------------------- |
|    | Italia (bandiera) |       | Basso                 |
|    | Italia (bandiera) | D     | Renato Caocci         |
|    | Italia (bandiera) | P     | Francesco Cenci       |
|    | Italia (bandiera) | D     | Giuseppe Gaglione     |
|    | Italia (bandiera) | C     | Sergio Gardini        |
|    | Italia (bandiera) | D     | Enzo Giani            |
|    | Italia (bandiera) | C     | Nicola Mavelli        |
|    | Italia (bandiera) | C     | Piero Montanari       |
|    | Italia (bandiera) | A     | Mauro Niccolai        |
|    | Italia (bandiera) | C     | Antonio Oliva         |
|    | Italia (bandiera) | P     | Pellegrino Piscitelli |

| N. |                   | Ruolo | Calciatore          |
| -- | ----------------- | ----- | ------------------- |
|    | Italia (bandiera) |       | Polselli            |
|    | Italia (bandiera) | C     | Mauro Porri         |
|    | Italia (bandiera) | C     | Dante Portelli      |
|    | Italia (bandiera) |       | Pucci               |
|    | Italia (bandiera) | A     | Giancarlo Pulitelli |
|    | Italia (bandiera) | A     | Alessandro Santini  |
|    | Italia (bandiera) | A     | Mario Schettino     |
|    | Italia (bandiera) |       | Strino              |
|    | Italia (bandiera) | A     | Luigi Suarato       |
|    | Italia (bandiera) | D     | Gino Viale          |
|    | Italia (bandiera) | C     | Michele Vitiello    |